# Простране
Простране или Пространие (срещат се и формите Спростране/Спространие, тъй като н е палатализиран, се среща и днес неправилното изписване Пространье на македонска литературна норма: Прострање; на албански: Prostranja) е село в община Кичево, в западната част на Северна Македония.

## География
Селото е разположено в областта Горен Демир Хисар. Разположено е на 995 m надморска височина и е отдалечено от Кичево на 24 km.

## История
В XIX век Простране е чисто българско село в Демирхисарска нахия на Битолска каза на Османската империя. Църквата „Свети Никола“ е от началото на XIX век, за „Света Богородица“ няма данни кога е градена, „Света Петка“ е от 1920 година, а „Свети Атанасий“ е изградена в 1970-те години върху основите на по-стара църква.
През 1868 година жителят на Пространѣ Костадин Траянов е спомоществувател за изданието на „Поучително евангелие“ на Софроний Врачански.
Според Васил Кънчов в 90-те години Спространи е на хълмисто, защитено място, на което става хубаво грозде. Жителите се занимават и с хлебарство. Селото има около 70 християнски къщи. Според статистиката му („Македония. Етнография и статистика“) в 1900 година в Спространье живеят 560 българи-християни.
На Етнографската карта на Битолския вилает на Картографския институт в София от 1901 година Простране е чисто българско село в Битолската каза на Битолския санджак със 109 къщи.
Цялото село e под върховенството на Българската екзархия. По данни на секретаря на екзархията Димитър Мишев („La Macédoine et sa Population Chrétienne“) в 1905 година в Спростране има 560 българи екзархисти и в селото функционира българско училище.
При избухването на Балканската война 7 души от селото са доброволци в Македоно-одринското опълчение.
След Междусъюзническата война в 1913 година селото попада в Сърбия.
По време на българското управление на Вардарска Македония през Първата световна война Простране е част от Малоцърска община в Прилепска околия на Битолски окръг и има 362 жители.
Според преброяването от 2002 година селото има 31 жители македонци.
От 1996 до 2013 година селото е част от община Другово.

## Личности
Родени в Простране
- Богоя Илиев Траянов, български революционер от ВМОРО[11]
- Богоя Стоянов (1877 – ?), български революционер от ВМОРО
- Григор Симеонов, български революционер от ВМОРО, четник на Христо Цветков[12]
- Иван Крагуев (1888 – 1951), български революционер от ВМОРО
- Илия Мойсов Вълканов, български революционер от ВМОРО[13]
- Йордан Силянов Спасенов, български революционер от ВМОРО[11]
- Коста Войнев, български революционер от ВМОРО[13]
- Михаил Николов, български революционер от ВМОРО, четник на Бончо Василев[14] и на Димко Могилчето[15]
- Спиро Иванов Настев, български революционер от ВМОРО[16]
- Стойко Неданов Ангелев, български революционер от ВМОРО[13]
- Спиро Цветковски (1844 – ?), български революционер от ВМОРО
- Христо Спиров Крагуев, македоно-одрински опълченец, 20-годишен, 1-ва рота на 6-а охридска дружина, Интендантство на МОО[17]

Свързани с Простране
- От селото произхожда големият български род Спространови.